# Acción militar del 17 de noviembre de 1865
La Acción militar del 17 de noviembre de 1865 fue un combate naval menor de la Guerra hispano-sudamericana que se produjo en la costa chilena, entre Tomé y Talcahuano, cuando el remolcador chileno Independencia capturó una lancha artillada española despachada desde la fragata de hélice Resolución para impedir el tráfico de buques menores en la zona.

## Acción
Al comienzo de la guerra, el comandante de la escuadra española, el teniente general José Manuel Pareja, declaró el bloqueo de toda la costa chilena y dividió sus unidades entre distintos puertos. A la fragata blindada Resolución se le encomendó el bloqueo de los puertos de la bahía de Concepción. Para optimizar la efectividad del bloqueo, los españoles armaron una de las lanchas del buque con una pieza de artillería y la destacaron para impedir el tráfico de barcos chilenos de Talcahuano a Penco y Tomé.
Frente a Tomé, el pequeño remolcador chileno Independencia cometió la imprudencia de acercarse demasiado a la lancha española y, ante los disparos realizados por esta, simuló rendirse. El remolcador apagó las luces y detuvo sus máquinas y dejó que la lancha se aproximara. Cuando los marinos españoles se disponían a tomar posesión de su presa, fueron sorprendidos por un centenar de militares chilenos armados que viajaban a bordo del Independencia y no tuvieron más remedio que rendirse. La lancha y sus tripulantes fueron llevados a Constitución.

## Recepción
La captura de la lancha artillada española y su dotación fue referida en la edición de El Mercurio del 25 de noviembre de 1865 y en la del diario estadounidense The New York Times del 1 de enero de año próximo. A España la noticia llegó a finales de ese mes.